# Ngambé
Ngambe est une commune du Cameroun située dans la région du Littoral et le département de la Sanaga-Maritime.

## Géographie
La localité de Ngambé est située sur la route D55 à 100 km au nord-est du chef-lieu départemantal Édéa. La commune est limitrophe de quatre communes de Sanaga-Maritime, du département du Nkam à l'ouest, de la région Centre, département du Mbam-et-Inoubou au nord.
|         | Ndikiniméki        |        |
| Yingui  | Ngambé             | Ndom   |
| Édéa 2e | Massock-Songloulou | Nyanon |

## Histoire
Ngambé est le chef-lieu de la subdivision Babimbi en 1923.
La commune est créée en 1955. En 1993, le territoire communal est démembré pour former les trois communes limitrophes de Ndom, Massock-Songloulou et Nyanon.

## Population
Lors du recensement de 2005, la commune comptait 6 210 habitants, dont 2 573 pour la ville de Ngambe. La population relevée lors du diagnostic des villages de 2012 atteint 8 609 habitants. Elle est majoritairement constituée de l'ethnie Bassa du groupe Babimbi.

## Chefferie traditionnelle
L'arrondissement de Ngambé compte une chefferie traditionnelle de 2e degré :
- 456 : Canton Ndog Makoumack

## Villages
La commune s'étend sur 53 villages dont 49 habités en 2012 :
- Bakombe II
- Bilongue
- Bissonga
- Bodipo
- Botbea
- Botko
- Esseing
- Hendél
- Ihendel
- Itoï
- Kokoa I
- Log Bassemel
- Mabel
- Mabig
- Makoki
- Mandjap I
- Massangui
- Matol
- Mbandi I
- Mengues
- Mouandé
- Ndjap-Hock
- Ngobilo
- Ngombe
- Niel
- Nkakmbom
- Nkan
- Nkomakondo
- Nkonglet
- Nsapack
- Nsingang
- Nyee
- Nyouya
- Papan
- Pimbe
- Pimbo I
- Pong
- Poutbaba
- Poutkak
- Song Mbom
- Tekibongo
- Yoï

## Cultes
Le village chef-lieu est le siège de la paroisse catholique de Sainte Agnès de Ngambé rattachée à la zone pastorale de la Sanaga du diocèse d'Edéa.

## Économie
L'agriculture est l'activité principale de la commune, la population pratique les cultures vivrières ((banane plantain, macabo, manioc, arachide, maïs) et les cultures de rentes cacao, café et palmier à huile.